# Aigre (Fluss)
Die Aigre (im Oberlauf: Fossé de l'Aigre) ist ein Fluss in Frankreich, der in der Region Centre-Val de Loire verläuft. Sie entspringt im Gemeindegebiet von Ouzouer-le-Marché, entwässert generell Richtung West bis Nordwest und mündet nach rund 31 Kilometern unterhalb von Romilly-sur-Aigre als linker Nebenfluss in den Loir. Auf ihrem Weg durchquert die Aigre die Départements Eure-et-Loir und Loir-et-Cher.

## Orte am Fluss
- Ouzouer-le-Marché
- Tripleville
- Verdes
- La Ferté-Villeneuil
- Romilly-sur-Aigre